# Loch Ossian
Loch Ossian är en sjö i Storbritannien.   Den ligger i kommunen Highland och riksdelen Skottland, i den nordvästra delen av landet, 600 km nordväst om huvudstaden London. Loch Ossian ligger 488 meter över havet. Omgivningarna runt Loch Ossian är i huvudsak ett öppet busklandskap.